# 半潜式平台

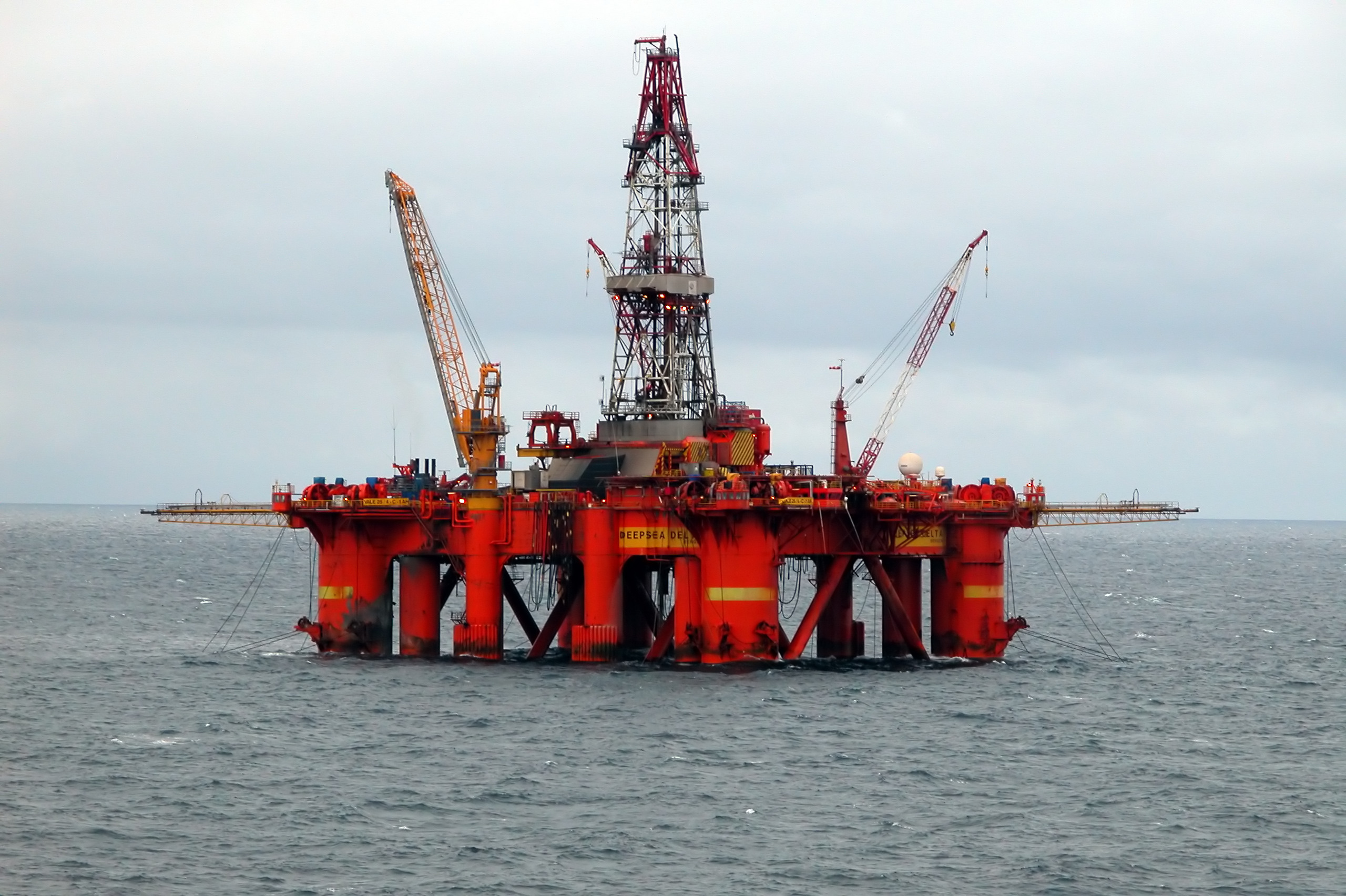
半潛式鑽油平台「深海三角洲號」（Deepsea Delta），2006年時攝於北海。

半潜式平台是一种在半沉潜状态下，在海底抽取原油或天然气的设备，具有抗风浪性好的优点，是目前海上钻井应用较广泛的一种石油钻井平台。半潜式钻井平台由于下体都浸没在水中，其横摇与纵摇的幅值都很小。有较大影响的是垂荡运动。

## 结构

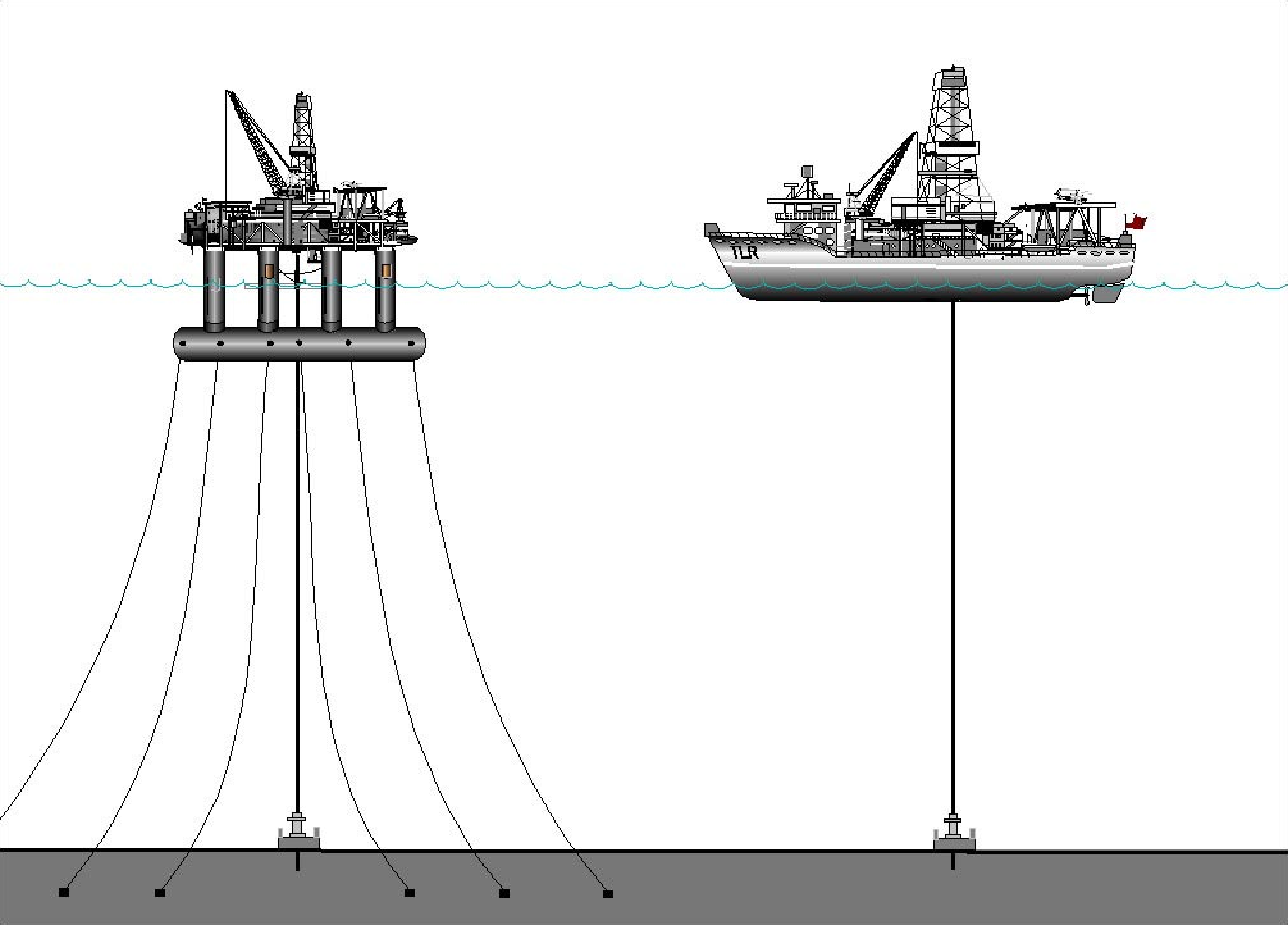
半潛式平台（左）與鑽油船的比較示意圖。

半潜式平台由坐底式平台发展而来，综合了坐底式钻井平台和钻井船的优点，解决了稳定性和深水作业的矛盾。半潜式平台，多为综合处理平台，其上部为工作甲板，下部为浮筒结构（两个下船体），用支撑立柱连接。新发展的动力定位技术用于半潜式平台后，工作水深可达900-1200米。改造而成的平台多保留钻机模块，可为油气田提供钻修井服务。近年新建平台均不配备钻机模块。

## 作业
在浅水区，沉垫可沉降坐于海底，当作坐底式平台使用；在30～200米深水区，沉垫漂浮于水中，可当作浮动钻井船。工作时下船体潜入水中约20～30m处，通过锚链系泊于海底，在海洋环境荷载作用下，平台可围绕中心有较大偏移。甲板处于水上安全高度，水线面积小，波浪影响小，所以平台的稳定性比钻井浮船要好。钻井作业结束，排出水形成浮箱后可进行拖航，或借助本身动力自航。

## 优缺点
半潜式与自升式钻井平台相比，优点是工作水深大，移动灵活；缺点是投资大，维持费用高，需有一套复杂的水下器具，有效使用率低于自升式钻井平台。这种平台兼具坐底式平台和钻井浮船的优点，由于其尺寸大，且半潜于水中，平台受波浪作用力小，自持力强，稳定性好，移动灵活。缺点是平台与海底、井口有相对运动、井口装置比自升式复杂。